# Beka Lomtadze
Beka Lomtadze (gruz. ბექა ლომთაძე; ur. 23 listopada 1991 w Kutaisi) – gruziński zapaśnik walczący w stylu wolnym. Mistrz świata w 2019; drugi w 2016 i piąty w 2018. Zdobył srebrny medal na mistrzostwach Europy w 2018, 2019, 2020 i brązowy w 2020. Srebrny medalista igrzysk europejskich w 2015. Trzeci w Pucharze Świata w 2016; czwarty w 2022 i dziewiąty w 2014 roku.